# Miami Bass
Miami Bass ist eine von tiefen Bassdrums geprägte Spielart des Hip-Hop, die ab Mitte der 1980er bis Mitte der 1990er Jahre große Popularität genoss und im US-amerikanischen Miami in Florida ihr Zentrum hatte.

## Stilmerkmale
Der Miami Bass ist ein Abkömmling des Electro bzw. Electro Funk der frühen 1980er Jahre (z. B. „Planet Rock“ von Afrika Bambaataa), der unter anderem den Breakdance geprägt hat.
Im musikalischen Mittelpunkt des Miami Bass stehen die namensgebenden tiefen Bässe, die zumeist mit Hilfe des Drumcomputers Roland TR-808 erzeugt werden. Die Texte sind in der Regel entweder selbstreferenziell (also drehen sich um „Bass“) und/oder handeln von sexuellen Themen bis hin zu pornografischen und sexistischen Inhalten.
Verwandt ist der Miami Bass mit dem – jedoch wesentlich schnelleren und härteren – Ghetto Tech aus Detroit sowie mit dem brasilianischen Rio Funk.

## Bekannte Vertreter
Zu den bekanntesten Vertretern des Miami Bass gehören 2 Live Crew und Dynamix II; namentlich weniger bekannt, aber ebenso einflussreich sind die unter zahlreichen Pseudonymen auftretenden Produzenten James McCauley (DXJ, Maggotron, Bassadelics) und Amos Larkins (Gucci Crew, The Megatrons).
Zu den größten kommerziellen Erfolgen des Genres zählen „Cars With The Boom“ von L’Trimm (1988), „Me So Horny“ von 2 Live Crew (1989), „Tootsee Roll“ von 69 Boyz (1993) und „Whoomp! (There It Is)“ von Tag Team (1993).

## Miami Bass in Deutschland
In Deutschland war im Jahr 2000 das im Miami-Bass-Stil gehaltene Stück Türlich, türlich (sicher, Dicker) von Das Bo ein erfolgreicher Hit und verkaufte sich etwa 220.000-mal.
Die Rapper Frauenarzt, Michelmann, Al Kaporn und DJ Reckless sind weitere Vertreter des Miami Bass mit deutschen Texten.